# Ginger Baker
Ginger Baker (Peter Edward "Ginger" Baker, Lewisham, 19 de agosto de 1939 - Londres, 6 de outubro de 2019) foi um baterista inglês que se tornou famoso como integrante do Cream, de 1966 a 1968, com Jack Bruce e Eric Clapton, e mais tarde fazendo parte do grupo Blind Faith. No começo dos anos 70, Baker viajou em turnê e gravou com sua própria banda, Ginger Baker's Air Force.
O modo de Ginger tocar bateria chamou atenção por sua virtuosidade, técnica e o uso de tímpanos e outros instrumentos de percussão nunca antes usados no rock. Além disso, ele teve bastante experiência se apresentando com bandas de jazz inglesas durante o final dos anos 50 e começo dos 60, estabelecendo um novo patamar de profissionalismo entre os percussionistas de rock. E, ainda bem jovem, foi apresentado a gravações autênticas de tambores africanos, pelo baterista de jazz britânico Phil Seaman, de quem se tornou grande amigo. Ginger Baker já era muito conhecido pelos músicos londrinos, pelo menos desde a época em que tocava no grupo de R&B The Graham Bond Organisation (entre 1963 e 1966), ao lado de Graham Bond, Jack Bruce, Dick Heckstall-Smith e John McLaughlin. Baker também apresentava longos solos improvisados (como em "Toad", que inspirou John Bonham a compor "Moby Dick") em sua bateria repleta de tambores e outros instrumentos de percussão. Inspirado pelo baterista de jazz Louie Bellson, foi um dos primeiros músicos a usar dois bumbos, e teria influenciado Keith Moon a fazê-lo naquele momento da história.
A partir de 1966, Ginger lançou diversos álbuns e viajou em turnê com inúmeros astros do jazz, da música clássica e do rock. Em 1971, saiu numa aventura ousada em que atravessou o Deserto do Saara em sua Range Rover adaptada e foi morar em Lagos, capital da Nigéria, onde morou por alguns 5 anos, encontrou o músico Fela Kuti, montou o primeiro estúdio de 16 canais do país, recebeu Paul McCartney e chegou a gravar com ele. Desse período, destaca-se o seu disco com Fela Ransome-Kuti and The Africa '70 (1971). Além das bandas com seu nome, como Ginger Baker's Air Force (1969–1970), Baker Gurvitz Army (1975–1976) e Ginger Baker's Energy (1976), Ginger também foi integrante dos grupos Hawkwind (1980), Atomic Rooster (1980), Public Image Ltd (1986), Masters of Reality (1990) e Denver Jazz Quintet-to-Octet (DJQ2O).
Em 2012, o diretor Jay Bulger lançou o documentário Beware of Mr. Baker (não lançado no Brasil), onde mostra a importância que Ginger teve pra bateria moderna e para o advento do rock pesado, desde 1963, com The Graham Bond Organisation, além de sua vida intensa e conturbada.
Ginger Baker morreu em 6 de outubro, aos 80 anos de idade, por complicações da doença pulmonar obstrutiva crônica.

### Doença e morte
Baker lutou contra o vício em heroína por boa parte de sua vida, tendo começado o seu uso nos anos 1960s, enquanto era baterista de jazz em clubes londrinos. Cada vez que ele viajava para a África, ele ficava sóbrio temporariamente apenas para recair. Ele estimou que parou de usar a droga por cerca de 29 vezes durante sua vida, mas só conseguiu parar permanentemente depois de se mudar para uma pequena vila italiana em 1981, onde ele começou a cultivar azeitonas.
Em fevereiro de 2013, Baker disse que ele tinha Doença Pulmonar Obstrutiva Cônica, (DPOC) por anos fumando pesadamente, e dor crônica na colina por causa de uma osteoartrite degenerativa. Em fevereiro de 2016, Baker foi diagnosticado com "problemas coronários sérios" e cancelou todos os seus futuros shows. Escrevendo no seu blog, ele disse, "Acabei de ver o médico... grande choque... sem mais shows para este baterista velho... tudo está ruim... de todas as coisas, eu nunca pensei que seria meu coração..." No fim de março de 2016, foi revelado que Baker foi escolhido para um tratamento pioneiro. "Existem duas opções para cirurgia e,  dependendo de quão fortes estão meus pulmões, eles podem fazer nos dois." Ele incluiu, "o cardiologista é brilhante. Ontem ele inseriu um tubo na artéria do meu pulso direito até meu coração —uma grande experiência. Ele estava tirando fotos do meu coração por dentro — tecnologia incrível... Ele disse que ele vai me fazer tocar novamente! Obrigada por todo seu apoio". Em junho de 2016, foi reportado que ele estava de recuperando de uma cirurgia no coração, mas também havia sofrido uma queda ruim, o que causou inchaço nas pernas e pés.
Em 25 de setembro de 2019, a família de Baker anunciou que ele estava gravemente doente no hospital, e pediu aos fãs para manterem ele nas suas orações. Baker morreu em 6 de outubro de 2019, com 80 anos, em um hospital em Cantuária, por complicações da DPOC. Em 23 de outubro de 2019, seu velório aconteceu em Cantuária, com familiares e amigos próximos.

## Discografia
- Horses and Trees (1986)
- Middle Passage (1990)
- Going Back Home (1994)
- Coward of the County (1999)